# جائزة نوبل للسلام 2009
جائزة نوبل للسلام لعام 2009  منحت لرئيس الولايات المتحدة باراك أوباما عن «جهوده غير العادية لتعزيز الدبلوماسية الدولية والتعاون بين الناس». أعلنت لجنة نوبل النرويجية الجائزة في 9 أكتوبر 2009، مستشهدة بترويج أوباما لحظر الانتشار النووي و «مناخ جديد» في العلاقات الدولية التي رعاها أوباما، وخاصة في التواصل مع العالم الإسلامي. أوباما هو رابع رئيس للولايات المتحدة يفوز بجائزة نوبل للسلام (بعد ثيودور روزفلت، وودرو ويلسون وجيمي كارتر، مع تكريم كارتر يحدث بعد ترك منصبه).

## ردود أفعال
أثار قرار لجنة نوبل ردود فعل متباينة من المعلقين وكتاب التحرير الأمريكيين عبر الطيف السياسي، وكذلك من بقية العالم.
قبل أوباما الجائزة في أوسلو في 10 ديسمبر 2009. في خطاب مدته 36 دقيقة، ناقش التوترات بين الحرب والسلام وفكرة «الحرب العادلة» قائلا
| جائزة نوبل للسلام 2009 | "ربما القضية الأكثر عمقا التي تحيط إستلامي هذه الجائزة هو حقيقة أنني القائد الأعلى للجيش لأمة في خضم حربين. " | جائزة نوبل للسلام 2009 |